# Locmaria-Plouzané
Locmaria-Plouzané (en bretó Lokmaria-Plouzane) és un municipi francès, situat a la regió de Bretanya, al departament de Finisterre. L'any 2006 tenia 4.807 habitants. El 20 de juny de 2008 el consell municipal va aprovar la carta Ya d'ar brezhoneg.

## Demografia
| 1962                                       | 1968  | 1975  | 1982  | 1990  | 1999  |
| ------------------------------------------ | ----- | ----- | ----- | ----- | ----- |
| 1 191                                      | 1 202 | 1 824 | 2 686 | 3 589 | 4 246 |
| Des de 1962: població sense dobles comptes |       |       |       |       |       |

## Administració
| Període   | Identitat        | Partit        |
| --------- | ---------------- | ------------- |
| 1995-2001 | Roger Abalain    |               |
| 2001-     | Viviane Godebert | Divers droite |